# Lijst van landen in 1888
Hieronder volgt een lijst van landen van de wereld in 1888.

## Uitleg
- Alle de facto onafhankelijke staten zonder ruime internationale erkenning zijn weergegeven onder het kopje Niet algemeen erkende landen.
- De in grote mate onafhankelijke Britse dominions zijn weergegeven onder het kopje Dominions van het Britse Rijk.
- De afhankelijke gebieden, dat wil zeggen gebieden die niet worden gezien als een integraal onderdeel van de staat waar ze afhankelijk van zijn, zijn weergegeven onder het kopje Niet-onafhankelijke gebieden. Vazalstaten zijn hierbij inbegrepen.
- Autonome gebieden, bezette gebieden en micronaties zijn niet op deze pagina weergegeven.

## Staatkundige veranderingen in 1888
- 5 maart: de Franse protectoraten Alo en Sigave worden bij Wallis gevoegd als Wallis en Futuna en daarmee onderdeel van de Franse kolonie Nieuw-Caledonië.
- 16 maart: het Franse protectoraat Raiatea wordt bij de kolonie Frans-Oceanië gevoegd. De facto blijft het echter een eigen protectoraat tot 16 februari 1897.
- 16 maart: het Koninkrijk Huahine wordt bij de kolonie Frans-Oceanië gevoegd.
- 19 maart: het Koninkrijk Bora Bora wordt bij de kolonie Frans-Oceanië gevoegd.
- 14 april: het Duitse protectoraat Nauru wordt een onderdeel van het protectoraat Jaluit.
- 12 mei: het Britse Noord-Borneo wordt een protectoraat.
- 6 juni: Christmaseiland wordt door de Britten geannexeerd.
- 14 juni: het Koninkrijk Sarawak wordt een Brits protectoraat.
- 20 juli: de Nieuwe Republiek wordt bij de Zuid-Afrikaansche Republiek gevoegd.
- 3 september: de gebieden van de British East Africa Association vormen de kolonie Brits-Oost-Afrika. In dit jaar komt daarmee ook een einde aan de onafhankelijkheid van Masai, Nandi en het Koninkrijk Wanga.
- 9 september: Paaseiland wordt door Chili geannexeerd.
- 17 september: Brunei wordt een Brits protectoraat.
- 26 oktober: het Koninkrijk Rarotonga wordt het Britse protectoraat Cookeilanden.
- 24 november: Brits West-Afrika wordt gesplitst in de kolonies Gambia en Sierra Leone.
- 9 december: de Italiaanse Afrikaanse havens gebieden Massawa en Assab worden met het achterland (voorheen onderdeel van het Sultanaat Aussa) samengevoegd tot het protectoraat Assab.
- December: het Sultanaat Hobyo wordt een Italiaans protectoraat, waarmee de basis wordt gelegd voor Italiaans-Somaliland.
- Het Sultanaat Pahang en Sri Menanti worden Britse protectoraten.
- Het Koninkrijk Bompey en het Britse protectoraat Shenge worden bij de Britse kolonie Sierra Leone gevoegd.
- De Portugese vazalstaat Koninkrijk Kongo wordt bij de kolonie Portugees-West-Afrika gevoegd.
- Het Sjeikdom Aqrabi, het Sultanaat Wahidi Balhaf, Sultanaat Wahidi Haban (?), Sultanaat Qasm (?), Sultanaat Barhut (?) en Qu'aiti worden protectoraten van het Protectoraat Aden) (onderdeel van Brits-Indië).
- Siamese annexatie van het Koninkrijk Xhieng Khuang.

## Onafhankelijke landen

### A
| Korte landsnaam (Nederlands) | Officiële landsnaam (Nederlands)               | Korte landsnaam (oorspronkelijke taal/talen) |
| ---------------------------- | ---------------------------------------------- | -------------------------------------------- |
| Abemama                      | Koninkrijk Abemama                             | Kiribatisch: Abemama                         |
| Abeokuta                     | Koninkrijk Abeokuta (ook wel: Egbaland)        | Yoruba: Abeokuta                             |
| Abuja                        | Emiraat Abuja                                  | Hausa: Abuja                                 |
| Agadez                       | Sultanaat Agadez (ook wel: Sultanaat Aïr)      | Arabisch: Toeareg:                           |
| Agwe                         | Koninkrijk Agwe                                | Ewe: Agwe                                    |
| Akyem                        | Confederatie van Akyem-staten                  | Twi: Akyem                                   |
| Amarro                       | Koninkrijk Amarro (ook wel: Amaro)             | Koore: Amarro                                |
| Andorra                      | Vorstendom Andorra                             | Catalaans: Andorra                           |
| Angoche                      | Sultanaat Angoche                              | Koti: Angoche                                |
| Ankole                       | Koninkrijk Ankole (ook wel: Nkore)             | Nkore: Nkore                                 |
| Argentinië                   | Republiek Argentinië                           | Spaans: Argentina                            |
| Aro                          | Confederatie van de Aro                        | Igbo: Omu Aro                                |
| Ashanti                      | Koninkrijk Ashanti                             | Twi: Asanteman                               |
| Aussa                        | Afar Sultanaat Aussa (ook wel: Sultanaat Awsa) | Afar: Awsa Arabisch: سلطنة عفر               |

### B
| Korte landsnaam (Nederlands) | Officiële landsnaam (Nederlands)                     | Korte landsnaam (oorspronkelijke taal/talen) |
| ---------------------------- | ---------------------------------------------------- | -------------------------------------------- |
| Bade                         | Emiraat Bade (ook wel: Emiraat Bedde / Emiraat Bede) | Bade: Bade                                   |
| Bangassou                    | Sultanaat Bangassou                                  | Bangassou                                    |
| Baol                         | Koninkrijk Baol (ook wel: Bawol)                     | Wolof: Bawol                                 |
| Bara                         | Bara (ook wel: Ibara / Zafimanely / Zafimaniry)      | Bara-Malagasi:                               |
| Barotseland                  | Koninkrijk Barotseland (ook wel: Koninkrijk Bulozi)  | Lozi: Bulozi                                 |
| België                       | Koninkrijk België                                    | Frans: Belgique Nederlands: België           |
| Benin                        | Koninkrijk Benin (ook wel: Edo)                      | Edo: Edo                                     |
| Bhutan                       | Bhutan                                               | Dzongkha: Druk Yul / འབྲུག་ཡུལ་                 |
| Biu                          | Koninkrijk Biu                                       | Bura: Biu                                    |
| Boeganda                     | Koninkrijk Boeganda                                  | Luganda: Buganda                             |
| Bolivia                      | Republiek Bolivia                                    | Spaans: Bolivia                              |
| Bompey (tot 1888)            | Koninkrijk Bompey (ook wel: Bumpe)                   | Sherbro: Bumpe                               |
| Bora Bora (tot 19 maart)     | Koninkrijk Bora Bora                                 | Tahitiaans: Porapora                         |
| Borgoe                       | Confederatie van Borgoekoninkrijken                  | Bariba: Borgu                                |
| Bornu                        | Koninkrijk Bornu (ook wel: Borno)                    | Kanuri: Bornu                                |
| Brakna                       | Emiraat Brakna                                       | Arabisch: البراكنة                           |
| Brazilië                     | Keizerrijk Brazilië                                  | Portugees: Brasil                            |
| Brunei (tot 17 september)    | Staat Brunei Darussalam (ook wel: Sultanaat Brunei)  | Maleis: Brunei / بروني                       |
| Bunyoro-Kitara               | Koninkrijk Bunyoro-Kitara                            | Nyoro: Bunyoro-Kitara                        |
| Busoga                       | Koninkrijk Busoga                                    | Lusoga: Busoga                               |

### C
| Korte landsnaam (Nederlands) | Officiële landsnaam (Nederlands) | Korte landsnaam (oorspronkelijke taal/talen)          |
| ---------------------------- | -------------------------------- | ----------------------------------------------------- |
| Chili                        | Republiek Chili                  | Spaans: Chile                                         |
| China                        | Keizerrijk van de Grote Qing     | Mandarijn: Zhongguo / 中國 Mantsjoe: Dulimbai Gurun / |
| Chokwe                       | Koninkrijk Chokwe                | Chokwe:                                               |
| Colombia                     | Republiek Colombia               | Spaans: Colombia                                      |
| Congo-Vrijstaat              | Onafhankelijke Congostaat        | Frans: Congo                                          |
| Costa Rica                   | Republiek Costa Rica             | Spaans: Costa Rica                                    |

### D
| Korte landsnaam (Nederlands) | Officiële landsnaam (Nederlands)     | Korte landsnaam (oorspronkelijke taal/talen) |
| ---------------------------- | ------------------------------------ | -------------------------------------------- |
| Dagomba                      | Koninkrijk Dagomba (ook wel: Dagbon) | Dagbani: Dagomba                             |
| Dahomey                      | Koninkrijk Dahomey                   | Fon: Danhome / Danxome                       |
| Damagaram                    | Sultanaat Damagaram                  | Hausa: Damagaram                             |
| Dar al-Kuti                  | Sultanaat Dar al-Kuti                | Aiki:                                        |
| Dar Runga                    | Sultanaat Dar Runga                  | Aiki:                                        |
| Daura                        | Daura                                | Hausa: Daura                                 |
| Dauro                        | Koninkrijk Dauro                     | Kaffa: Dauro                                 |
| Dendi                        | Koninkrijk Dendi                     | Songhai: Dendi                               |
| Denemarken                   | Koninkrijk Denemarken                | Deens: Danmark                               |
| Dominicaanse Republiek       | Dominicaanse Republiek               | Spaans: Republica Dominicana                 |
| Dosso                        | Koninkrijk Dosso                     | Zarma: Doso                                  |
| Duitsland                    | Duitse Rijk (Duitse Keizerrijk)      | Duits: Deutschland                           |

### E
| Korte landsnaam (Nederlands) | Officiële landsnaam (Nederlands)                    | Korte landsnaam (oorspronkelijke taal/talen) |
| ---------------------------- | --------------------------------------------------- | -------------------------------------------- |
| Ecuador                      | Republiek Ecuador                                   | Spaans: Ecuador                              |
| Ekiti                        | Confederatie van Ekiti-koninkrijken                 | Yoruba: Ado Ekiti                            |
| Ethiopië                     | Keizerrijk Ethiopië (ook wel: Keizerrijk Abessinië) | Amhaars: Ītyop'iya / ኢትዮጵያ                   |

### F
| Korte landsnaam (Nederlands) | Officiële landsnaam (Nederlands) | Korte landsnaam (oorspronkelijke taal/talen) |
| ---------------------------- | -------------------------------- | -------------------------------------------- |
| Fika                         | Emiraat Fika                     | Bole: Pikka                                  |
| Fouta Djallon                | Imamaat Fouta Djallon            | Pular: Fuuta-Jaloo                           |
| Frankrijk                    | Franse Republiek                 | Frans: France                                |

### G
| Korte landsnaam (Nederlands) | Officiële landsnaam (Nederlands)    | Korte landsnaam (oorspronkelijke taal/talen) |
| ---------------------------- | ----------------------------------- | -------------------------------------------- |
| Gaza                         | Koninkrijk Gaza (ook wel: Gazaland) | Swazi: amaGaza                               |
| Geledi                       | Sultanaat Geledi                    | Arabisch: غوبرون Somalisch: Geledi           |
| Gimirra                      | Koninkrijk Gimirra                  | Bench:                                       |
| Gobir                        | Gobir (ook wel: Tibiri / Tshibiri)  | Hausa: Gobir                                 |
| Griekenland                  | Koninkrijk Griekenland              | Grieks: Hellas / 'Ελλας                      |
| Guatemala                    | Republiek Guatemala                 | Spaans: Guatemala                            |
| Gumel                        | Emiraat Gumel                       | Hausa: Gumel                                 |

### H
| Korte landsnaam (Nederlands) | Officiële landsnaam (Nederlands)   | Korte landsnaam (oorspronkelijke taal/talen) |
| ---------------------------- | ---------------------------------- | -------------------------------------------- |
| Habr Yunis                   | Sultanaat Habr Yunis               | Arabisch: هبر يونس Somalisch: Habar Yoonis   |
| Haïti                        | Republiek Haïti                    | Frans: Haïti                                 |
| Hawaï                        | Koninkrijk Hawaï                   | Engels: Hawaii Hawaïaans: Hawaiʻi            |
| Hobyo (tot december)         | Sultanaat Hobyo (ook wel: Obbia)   | Arabisch: هوبيو Somalisch: Hobyo             |
| Honduras                     | Republiek Honduras                 | Spaans: Honduras                             |
| Huahine (tot 16 maart)       | Koninkrijk Huahine                 | Tahitiaans: Huahine                          |
| Huambo                       | Koninkrijk Huambo (ook wel: Wambu) | Umbundu: Wambu                               |

### I
| Korte landsnaam (Nederlands) | Officiële landsnaam (Nederlands)                | Korte landsnaam (oorspronkelijke taal/talen) |
| ---------------------------- | ----------------------------------------------- | -------------------------------------------- |
| Ibadan                       | Koninkrijk Ibadan                               | Yoruba: Ibadan                               |
| Idoani                       | Confederatie van Idoani                         | Yoruba: Idoani                               |
| Igala                        | Koninkrijk Igala                                | Igala: Igala                                 |
| Igara                        | Koninkrijk Igara                                | Hororo:                                      |
| Ijebu                        | Koninkrijk Ijebu                                | Yoruba: Ijebu                                |
| Ijesha                       | Ijesha (ook wel: Ijesa / Ilesha / Ilesa)        | Yoruba: Ìjẹ̀ṣà                                |
| Ile-Ife                      | Koninkrijk Ile-Ife                              | Yoruba: Ilé-Ifẹ̀                              |
| Imerina                      | Koninkrijk Imerina (ook wel: Koninkrijk Merina) | Plateaumalagasi: Imerina                     |
| Isedo                        | Koninkrijk Isedo                                | Yoruba: Ìsẹ̀dó                                |
| Italië                       | Koninkrijk Italië                               | Italiaans: Italia                            |

### J
| Korte landsnaam (Nederlands) | Officiële landsnaam (Nederlands) | Korte landsnaam (oorspronkelijke taal/talen) |
| ---------------------------- | -------------------------------- | -------------------------------------------- |
| Japan                        | Staat Japan                      | Japans: Nihon / 日本                         |
| Joseon                       | Koninkrijk Groot Joseon          | Koreaans: Chosŏn / 대조선국                  |

### K
| Korte landsnaam (Nederlands) | Officiële landsnaam (Nederlands)                                     | Korte landsnaam (oorspronkelijke taal/talen) |
| ---------------------------- | -------------------------------------------------------------------- | -------------------------------------------- |
| Kaffa                        | Koninkrijk Kaffa                                                     | Kaffa: Kaffa                                 |
| Kajara                       | Koninkrijk Kajara                                                    | Hororo:                                      |
| Kantarawadi                  | Kantarawadi (ook wel: Gantarawadi / Oost-Karenni)                    | Birmaans: ကန္နရဝတီ Karenni: Thai: กันตรวดี       |
| Kasanje                      | Koninkrijk Kasanje (ook wel: Koninkrijk Jaga)                        | Kasanzi                                      |
| Kazembe                      | Koninkrijk Kazembe                                                   | Bemba: Kazembe                               |
| Kel Ahaggar                  | Kel Ahaggar                                                          | Tamahaq: Kel Ahaggar                         |
| Kénédougou                   | Koninkrijk Kénédougou                                                | Maninka: Kenedugu                            |
| Kitangonya                   | Sjeikdom Kitangonya                                                  | Kitangonya                                   |
| Klein Vrystaat               | Republiek Klein Vrystaat                                             | Nederlands: Klein Vrystaat                   |
| Kong                         | Koninkrijk Kong (ook wel: Koninkrijk Wattara of Koninkrijk Ouattara) | Dioula: Kong                                 |
| Konta                        | Koninkrijk Konta                                                     | Kaffa: Konta                                 |
| Kooki                        | Koninkrijk Kooki                                                     | Kooki                                        |
| Koya Temne                   | Koninkrijk Koya Temne                                                | Temne: Koya-Temne                            |
| Kpa Mende                    | Confederatie Kpa Mende                                               | Mende: Kpaa Mende                            |
| Kuba                         | Koninkrijk Kuba (ook wel: Koninkrijk Bushongo)                       | Bushongo: Kuba                               |

### L
| Korte landsnaam (Nederlands) | Officiële landsnaam (Nederlands)     | Korte landsnaam (oorspronkelijke taal/talen) |
| ---------------------------- | ------------------------------------ | -------------------------------------------- |
| Lanao                        | Confederatie van Sultanaten in Lanao | Maranao:                                     |
| Liberia                      | Republiek Liberia                    | Engels: Liberia                              |
| Liechtenstein                | Vorstendom Liechtenstein             | Duits: Liechtenstein                         |
| Limmu-Ennarea                | Koninkrijk Limmu-Ennarea             | Afaan Oromo: Limu-'Enarya                    |
| Luba                         | Koninkrijk Luba                      | Tshiluba: Luba                               |
| Luxemburg                    | Groothertogdom Luxemburg             | Duits: Luxemburg Frans: Luxembourg           |

### M
| Korte landsnaam (Nederlands) | Officiële landsnaam (Nederlands)                                  | Korte landsnaam (oorspronkelijke taal/talen) |
| ---------------------------- | ----------------------------------------------------------------- | -------------------------------------------- |
| Majeerteen                   | Sultanaat Majeerteen (ook wel: Majerteen / Harti)                 | Arabisch: مجرتين Somalisch: Majeerteen       |
| Mandara                      | Sultanaat Mandara (ook wel: Wandala)                              | Wandala: Mandara                             |
| Maradi                       | Maradi                                                            | Hausa: Maradi                                |
| Maravi                       | Koninkrijk Maravi                                                 | Nyanja:                                      |
| Marokko                      | Koninkrijk Marokko                                                | Arabisch: al-Maghrib / المغرب                |
| Mbunda                       | Koninkrijk Mbunda                                                 | Mbunda:                                      |
| Mexico                       | Verenigde Mexicaanse Staten                                       | Spaans: México                               |
| Monaco                       | Vorstendom Monaco                                                 | Frans: Monaco                                |
| Montenegro                   | Vorstendom Montenegro                                             | Montenegrijns: Crna Gora / Црна Гора         |
| Mossi-koninkrijken           | Mossi-koninkrijken                                                | More:                                        |
| Mthwakazi                    | Koninkrijk Mthwakazi (ook wel: Matabeleland / Matabelekoninkrijk) | Noord-Ndebele: amaNdbele                     |
| Muscat en Oman               | Sultanaat Muscat en Oman (ook wel: Sultanaat Oman en Masqat)      | Arabisch: Masqaṭ wa-‘Umān / مسقط وعمان       |
| Mutapa                       | Koninkrijk Mutapa (ook wel: Mwenemutapa / Karanga)                | Shona: Mutapa                                |

### N
| Korte landsnaam (Nederlands)   | Officiële landsnaam (Nederlands)               | Korte landsnaam (oorspronkelijke taal/talen) |
| ------------------------------ | ---------------------------------------------- | -------------------------------------------- |
| Nederland                      | Koninkrijk der Nederlanden                     | Nederlands: Nederland                        |
| Nicaragua                      | Republiek Nicaragua                            | Spaans: Nicaragua                            |
| Nieuwe Republiek (tot 20 juli) | Nieuwe Republiek (ook wel: Vryheid)            | Nederlands: Nieuwe Republiek                 |
| Ningi                          | Ningi                                          | Kainji: Ningi                                |
| Niue-Fekai                     | Koninkrijk Niue-Fekai                          | Niuees: Niue-Fekai                           |
| Nri                            | Koninkrijk Nri                                 | Igbo: Ǹrì                                    |
| Niumi                          | Koninkrijk Niumi (ook wel: Barra / Bar / Bara) | Mandinka: Niumi                              |
| Nshenyi                        | Koninkrijk Nshenyi                             | Hororo:                                      |

### O
| Korte landsnaam (Nederlands) | Officiële landsnaam (Nederlands)                                                                            | Korte landsnaam (oorspronkelijke taal/talen)              |
| ---------------------------- | --- | --------------------------------------------------------- |
| Obwera                       | Koninkrijk Obwera                                                                                           | Hororo:                                                   |
| Oke-Ila Orangun              | Oke-Ila en Ila-Orangun (ook wel Ile-Yara)                                                                   | Yoruba: Òkè-Ìlá Òràngún                                   |
| Ondo                         | Koninkrijk Ondo                                                                                             | Yoruba: Ondó                                              |
| Onitsha                      | Koninkrijk Onitsha                                                                                          | Igbo: Ọnịcha                                              |
| Oostenrijk-Hongarije         | In de Rijksraad Vertegenwoordigde Koninkrijken en Landen en de Landen van de Heilige Hongaarse Stefanskroon | Duits: Österreich-Ungarn Osztrák–Magyar Monarchia         |
| Oranje Vrijstaat             | Oranje Vrijstaat                                                                                            | Nederlands: Oranje Vrijstaat (Afrikaans: Oranje-Vrystaat) |
| Ottomaanse Rijk              | Sublieme Ottomaanse Staat                                                                                   | Osmaans: Devlet-i Âliyye-i Osmaniyye / دولتْ علیّه عثمانیّه  |
| Ouaddaï                      | Sultanaat Ouaddaï (Wadai)                                                                                   | Arabisch: سلطنة وداي                                      |
| Owo                          | Koninkrijk Owo                                                                                              | Yoruba: Owo                                               |
| Oyo                          | Koninkrijk Oyo                                                                                              | Yoruba: Oyo                                               |

### P
| Korte landsnaam (Nederlands) | Officiële landsnaam (Nederlands) | Korte landsnaam (oorspronkelijke taal/talen) |
| ---------------------------- | -------------------------------- | -------------------------------------------- |
| Paaseiland (tot 9 september) | Paaseiland                       | Rapa Nui: Rapa Nui                           |
| Pahang (tot augustus)        | Sultanaat Pahang Darul Makmur    | Maleis: Pahang / ڤهڠ                         |
| Paraguay                     | Republiek Paraguay               | Spaans: Paraguay                             |
| Peru                         | Peruviaanse Republiek            | Spaans: Perú                                 |
| Perzië                       | Perzische Rijk                   | Perzisch: Irân / ایران                       |
| Pondoland                    | Koninkrijk Pondoland             | Mpondo: amaPondo                             |
| Portugal                     | Koninkrijk Portugal              | Portugees: Portugal                          |
| Potiskum                     | Emiraat Potiskum                 | Ngizim: Potiskum                             |

### R
| Korte landsnaam (Nederlands) | Officiële landsnaam (Nederlands) | Korte landsnaam (oorspronkelijke taal/talen) |
| ---------------------------- | -------------------------------- | -------------------------------------------- |
| Rafai                        | Sultanaat Rafai                  | Rafai                                        |
| Rarotonga (tot 26 oktober)   | Koninkrijk Rarotonga             | Cookeilandmaori: Rarotonga                   |
| Rimatara                     | Koninkrijk Rimatara              | Austral: Rimatara                            |
| Roemenië                     | Koninkrijk Roemenië              | Roemeens: România                            |
| Rujumbura                    | Koninkrijk Rujumbura             | Hororo:                                      |
| Rukiga                       | Koninkrijk Rukiga                | Hororo:                                      |
| Rusland                      | Keizerrijk Rusland               | Russisch: Rossija / Россия                   |
| Rurutu                       | Koninkrijk Rurutu                | Austral: Rurutu                              |

### S
| Korte landsnaam (Nederlands) | Officiële landsnaam (Nederlands) | Korte landsnaam (oorspronkelijke taal/talen)                                                      |
| ---------------------------- | -------------------------------- | ------------------------------------------------------------------------------------------------- |
| Salvador                     | Republiek Salvador               | Spaans: Salvador                                                                                  |
| San Marino                   | Republiek San Marino             | Italiaans: San Marino                                                                             |
| Sankul                       | Sjeikdom Sankul                  | Sankul                                                                                            |
| Sarawak (tot 14 juni)        | Koninkrijk Sarawak               | Maleis: Sarawak                                                                                   |
| Servië                       | Koninkrijk Servië                | Servisch: Srbija / Србија                                                                         |
| Sheka                        | Sheka                            | Sheka                                                                                             |
| Siam                         | Koninkrijk Siam                  | Thai: Mueang Thai / เมืองไทย                                                                       |
| Sokoto                       | Kalifaat Sokoto                  | Arabisch: Daular Khalifar Sakkawato Al Khilafa Al Bilad As-Sudan / الدولة الخلافة في بلاد السودان |
| Spanje                       | Koninkrijk Spanje                | Spaans: España                                                                                    |
| Sri Menanti (tot 1888)       | Sri Menanti                      | Maleis: Sri Menanti                                                                               |
| Swaziland                    | Koninkrijk Swaziland             | Swazi: Swaziland                                                                                  |

### T
| Korte landsnaam (Nederlands) | Officiële landsnaam (Nederlands)                     | Korte landsnaam (oorspronkelijke taal/talen) |
| ---------------------------- | ---------------------------------------------------- | -------------------------------------------- |
| Tagant                       | Emiraat Tagant                                       | Arabisch: Tagant / ولاية تكانت               |
| Tawana                       | Tawana (ook wel: Batawana / Ngamiland)               | Tswana: baTawana                             |
| Tonga                        | Koninkrijk Tonga                                     | Tongaans: Tonga                              |
| Toucouleur                   | Rijk van de Toucouleur (ook wel: Kalifaat Tidjaniya) | Fula: Segu Tukulor                           |
| Transvaal                    | Zuid-Afrikaansche Republiek                          | Nederlands: Transvaal                        |
| Trarza                       | Emiraat Trarza                                       | Arabisch: Trarza / الترارزة                  |

### U
| Korte landsnaam (Nederlands) | Officiële landsnaam (Nederlands) | Korte landsnaam (oorspronkelijke taal/talen) |
| ---------------------------- | -------------------------------- | -------------------------------------------- |
| Uruguay                      | Staat ten oosten van de Uruguay  | Spaans: Uruguay                              |

### V
| Korte landsnaam (Nederlands) | Officiële landsnaam (Nederlands)                    | Korte landsnaam (oorspronkelijke taal/talen) |
| ---------------------------- | --------------------------------------------------- | -------------------------------------------- |
| Venezuela                    | Verenigde Staten van Venezuela                      | Spaans: Venezuela                            |
| Verenigd Koninkrijk          | Verenigd Koninkrijk van Groot-Brittannië en Ierland | Engels: United Kingdom                       |
| Verenigde Staten             | Verenigde Staten van Amerika                        | Engels: United States                        |

### W
| Korte landsnaam (Nederlands) | Officiële landsnaam (Nederlands)                 | Korte landsnaam (oorspronkelijke taal/talen) |
| ---------------------------- | ------------------------------------------------ | -------------------------------------------- |
| Walayta                      | Koninkrijk Walayta (ook wel: Welayta / Wolaitta) | Wolaytta: Walayta                            |
| Wanga (tot 3 september)      | Koninkrijk Wanga                                 | Luhya: Wanga                                 |
| Wassoulou                    | Wassoulou (ook wel: Mandinka)                    | Mandinka: Wassoulou                          |
| Wollo                        | Koninkrijk Wollo (ook wel: Wallo)                | Amhaars: Wollo / ወሎ                          |
| Wukari                       | Federatie van de Wukari                          | Jukun Takum: Wukari                          |

### Y
| Korte landsnaam (Nederlands) | Officiële landsnaam (Nederlands)                                   | Korte landsnaam (oorspronkelijke taal/talen) |
| ---------------------------- | ------------------------------------------------------------------ | -------------------------------------------- |
| Yeke                         | Koninkrijk Yeke (ook wel: Msiri / Garanganze / Garenganze)         | Yeke: Yeke                                   |
| Yengar                       | Koninkrijk Yengar (ook wel: Janjero / Janjaro / Yem / Yam / Yamma) | Sidamo:                                      |

### Z
| Korte landsnaam (Nederlands) | Officiële landsnaam (Nederlands)               | Korte landsnaam (oorspronkelijke taal/talen)               |
| ---------------------------- | ---------------------------------------------- | ---------------------------------------------------------- |
| Zemio                        | Sultanaat Zemio                                | Zemio                                                      |
| Zweden-Noorwegen             | Verenigde Koninkrijken van Zweden en Noorwegen | Deens en Noors: Norge og Sverige Zweeds: Sverige och Norge |
| Zwitserland                  | Zwitserse Bondsstaat                           | Duits: Schweiz Frans: Suisse Italiaans: Svizzera           |

## Andere landen

### Dominions van het Britse Rijk
De dominions van het Britse Rijk hadden een grote mate van onafhankelijkheid.
| Korte landsnaam (Nederlands) | Officiële landsnaam (Nederlands) | Korte landsnaam (oorspronkelijke taal/talen) |
| ---------------------------- | -------------------------------- | -------------------------------------------- |
| Canada                       | Dominion Canada                  | Engels en Frans: Canada                      |

### Unie tussen Zweden en Noorwegen
De Unie tussen Zweden en Noorwegen was een personele unie, waarbij de koning van Zweden tevens koning van Noorwegen was. Noorwegen had binnen deze unie een grote mate van autonomie.
| Korte landsnaam (Nederlands) | Officiële landsnaam (Nederlands) | Korte landsnaam (oorspronkelijke taal/talen) |
| ---------------------------- | -------------------------------- | -------------------------------------------- |
| Noorwegen                    | Koninkrijk Noorwegen             | Deens en Noors: Norge                        |
| Zweden                       | Koninkrijk Zweden                | Zweeds: Sverige                              |

### Informele Britse Aden-protectoraten
De Britten hadden in de 19e eeuw informele protectieverdragen gesloten met diverse staten in het zuiden van het Arabisch Schiereiland. Aan het eind van de 19e en begin 20e eeuw zouden er formele protectieverdragen worden gesloten en gingen deze staten op in het Protectoraat Aden. Hieronder zijn de staten vermeld die informele, maar geen formele verdragen met de Britten hadden.
| Korte landsnaam (Nederlands) | Officiële landsnaam (Nederlands)                                       | Korte landsnaam (oorspronkelijke taal/talen) |
| ---------------------------- | ---------------------------------------------------------------------- | -------------------------------------------- |
| Alawi                        | Sjeikdom Alawi                                                         | Arabisch: ʿAlawī / علوي                      |
| Aqrabi (tot 1888)            | Sjeikdom Aqrabi                                                        | Arabisch: 'Aqrabi / عقربي                    |
| Dhala                        | Emiraat Dhala (ook wel: Dali / Dhali / Amiri)                          | Arabisch: aḍ-Ḍāliʿ / الضالع                  |
| Fadhli                       | Sultanaat Fadhli                                                       | Arabisch: Faḍlī / فضلي                       |
| Haushabi                     | Sultanaat Haushabi                                                     | Arabisch: Al-Hawshabī / الحوشبي              |
| Lahej                        | Sultanaat Lahej (ook wel: Sultanaat Abdali / Lahij)                    | Arabisch: Laḥij / لحج                        |
| Neder-Aulaqi                 | Sultanaat Neder-Aulaqi                                                 | Arabisch: ʿAwlaqī al-Suflī / العوالق السفلى  |
| Neder-Yafa                   | Sultanaat Neder-Yafa                                                   | Arabisch: Yāfiʿ al-Suflā / يافع السفلى       |
| Qu'aiti (tot 1888)           | Qu'aitistaat in Hadramaut (ook wel: Qu'aitisultanaat Shihr en Mukalla) | Arabisch: al-Quʿayṭī / القعيطي               |

### Landen binnen de grenzen van het Ottomaanse Rijk
In onderstaande lijst zijn staten opgenomen die lagen in het gebied dat officieel behoorde tot het Ottomaanse Rijk, maar waar het Ottomaanse Rijk geen zeggenschap had (d.w.z. het binnenland van het Arabisch Schiereiland).Unayzah (ook wel: Anizah / Anazah) en Buraidah werden bestuurd door Nadjd en zijn niet apart weergegeven.
| Korte landsnaam (Nederlands) | Officiële landsnaam (Nederlands)                                    | Korte landsnaam (oorspronkelijke taal/talen)                    |
| ---------------------------- | ------------------------------------------------------------------- | --------------------------------------------------------------- |
| Audhali                      | Sultanaat Audhali                                                   | Arabisch: al-ʿAwdhalī / العوذلي                                 |
| Barhut (tot 1888?)           | Sultanaat Barhut                                                    | Arabisch:                                                       |
| Beda                         | Sultanaat Beda                                                      | Arabisch: al-Bayḍā / ٱلْبَيْضَاء                                    |
| Beihan                       | Emiraat Beihan (ook wel: Bayhan)                                    | Arabisch: Bayḥān / بيحان                                        |
| Dathina                      | Staat Dathina (ook wel: Sjeikdom Dathina / Dathina Confederatie)    | Arabisch: al-Dathina                                            |
| Hail                         | Emiraat Hail (ook wel: Emiraat Jebel Shammar / Emiraat Al Rashid)   | Arabisch: Ḥā'il / حائل                                          |
| Hawra                        | Sjeikdom Hawra (ook wel: Haura)                                     | Arabisch: al-Hawra'                                             |
| Irqa                         | Sjeikdom Irqa                                                       | Arabisch: al-'Irqa                                              |
| Kathiri                      | Kathiristaat Seiyun in Hadramaut (ook wel: Sultanaat Kathiri)       | Arabisch: al-Kathīrī / الكثيري                                  |
| Mutayr                       | Emiraat Mutayr                                                      | Arabisch: Mutayr / مطير                                         |
| Nadjd                        | Emiraat Nadjd (ook wel: Tweede Saoedische Staat)                    | Arabisch: Naǧd / نجد                                            |
| Opper-Aulaqi (sjeikdom)      | Sjeikdom Opper-Aulaqi                                               | Arabisch: Mashyakhat al-ʿAwālaq al-ʿUlyā / مشيخة العوالق العليا |
| Opper-Aulaqi (sultanaat)     | Sultanaat Opper-Aulaqi                                              | Arabisch: Salṭanat al-ʿAwālaq al-ʿUlyā / سلطنة العوالق العليا   |
| Opper-Yafa                   | Staat Opper-Yafa (ook wel: Sultanaat Opper-Yafa)                    | Arabisch: Yāfiʿ al-ʿUlyā / يافع العليا                          |
| Qasimiden                    | Imamaat van de Qasimiden (Imamaat Jemen / Imamaat van de Zaidieten) | Arabisch:                                                       |
| Qasm (tot 1888?)             | Sultanaat Qasm                                                      | Arabisch:                                                       |
| Shaib                        | Sjeikdom Shaib                                                      | Arabisch: Shuʿayb / شعيب                                        |
| Wahidi Balhaf (tot 1888)     | Sultanaat Wahidi Balhaf                                             | Arabisch: Wāḥidī Bālḥāf / واحدي بالحاف                          |
| Wahidi Bir Ali               | Wahidi Wilayah Bir Ali                                              | Arabisch: Wāḥidī Bīr ʿAlī / واحدي بير علي                       |
| Wahidi Haban (tot 1888?)     | Sultanaat Wahidi Haban (ook wel: Wahidi Habban)                     | Arabisch: Wāḥidī Ḥabbān / واحدي حبان                            |

### Balinese koninkrijken
Het Koninkrijk Bali bestond uit diverse zelfstandige koninkrijken, waarbij de koning van Klungkung fungeerde als een primus inter pares. Ubud was een vazal van Gianyar en is niet apart weergegeven.
| Korte landsnaam (Nederlands) | Status               | Korte landsnaam (oorspronkelijke taal/talen) |
| ---------------------------- | -------------------- | -------------------------------------------- |
| Badung                       | Koninkrijk Badung    | Balinees: Badung                             |
| Bangli                       | Koninkrijk Bangli    | Balinees: Bangli                             |
| Kesiman                      | Koninkrijk Kesiman   | Balinees: Kesiman                            |
| Klungkung                    | Koninkrijk Klungkung | Balinees: Klungkung                          |
| Mengwi                       | Koninkrijk Mengwi    | Balinees: Mengwi                             |
| Pamecutan                    | Koninkrijk Pamecutan | Balinees: Pamecutan                          |
| Tabanan                      | Koninkrijk Tabanan   | Balinees: Tabanan                            |

### Westelijke Karennistaten
De Westelijke Karennistaten stonden onder Britse protectie, maar ze waren verder onafhankelijk en geen onderdeel van Birma.
| Korte landsnaam (Nederlands) | Officiële landsnaam (Nederlands) | Korte landsnaam (oorspronkelijke taal/talen) |
| ---------------------------- | -------------------------------- | -------------------------------------------- |
| Bawlake                      | Bawlake (ook wel: Bawlakhe)      | Birmaans: ဘော်လခဲမြို့ Karenni:                      |
| Nammekon                     | Nammekon (ook wel: Namekan)      | Birmaans: Karenni:                           |
| Naungpale                    | Naungpale                        | Birmaans: Karenni:                           |
| Kyebogyi                     | Kyebogyi                         | Birmaans: Karenni:                           |

### Niet algemeen erkende landen
In onderstaande lijst zijn landen opgenomen die internationaal niet erkend werden, maar de facto wel onafhankelijk waren en de onafhankelijkheid hadden uitgeroepen.
| Korte landsnaam (Nederlands) | Officiële landsnaam (Nederlands)              | Korte landsnaam (oorspronkelijke taal/talen)    |
| ---------------------------- | --------------------------------------------- | ----------------------------------------------- |
| Atjeh                        | Koninkrijk Atjeh Darussalam (Sultanaat Atjeh) | Atjehs: Acèh                                    |
| Bali                         | Koninkrijk Bali                               | Balinees: Bali                                  |
| Chan Santa Cruz              | Chan Santa Cruz                               | Yucateeks Maya: Chan Santa Cruz                 |
| Mahdistenstaat               | Mahdistenstaat                                | Arabisch: al-Dawla al-Mahdiyah / الدولة المهدية |
| Rijk van Rabah               | Rijk van Rabah                                | Arabisch:                                       |

## Niet-onafhankelijke gebieden
Hieronder staat een lijst van afhankelijke gebieden.

### Amerikaanse niet-onafhankelijke gebieden
De hieronder opgenomen gebieden waren unorganized unincorporated territories, wat wil zeggen dat het afhankelijke gebieden waren van de Verenigde Staten zonder zelfbestuur. Arizona, Dakota, Idaho, Montana, New Mexico, Utah, Washington en Wyoming waren als organized incorporated territories een integraal onderdeel van de VS en zijn derhalve niet in onderstaande lijst opgenomen. Het Indianenterritorium, de Neutral Strip en Alaska waren als unorganized incorporated territories eveneens een integraal onderdeel van de VS.
Diverse eilandgebieden werden door de Verenigde Staten geclaimd als unorganized unincorporated territories, maar werden door andere landen bestuurd. De eilandgebieden Caroline, Fanning (vanaf 15 maart), Flint, Kersteiland (vanaf 17 maart), Malden, Starbuck en Vostok vielen als de Line-eilanden onder het bestuur van het Verenigd Koninkrijk. De eilandgebieden Baker, Canton en Sydney werden geclaimd door het Verenigd Koninkrijk. De atollen Palmyra en Johnston stonden onder het bestuur van de Republiek Hawaï.
| Korte landsnaam (Nederlands) | Status                               | Korte landsnaam (oorspronkelijke taal/talen) |
| ---------------------------- | ------------------------------------ | -------------------------------------------- |
| Arthur                       | Unorganized unincorporated territory | Engels: Arthur Island                        |
| Atafu                        | Unorganized unincorporated territory | Engels: Atafu / Duke of York Group           |
| Birnie                       | Unorganized unincorporated territory | Engels: Birnie Island                        |
| Bowditch                     | Unorganized unincorporated territory | Engels: Bowditch Island                      |
| Danger                       | Unorganized unincorporated territory | Engels: Danger Reef                          |
| Enderbury                    | Unorganized unincorporated territory | Engels: Enderbury Island                     |
| Fanning (tot 15 maart)       | Unorganized unincorporated territory | Engels: Fanning Island                       |
| French Frigate Shoals        | Unorganized unincorporated territory | Engels: French Frigate Shoals                |
| Funafuti                     | Unorganized unincorporated territory | Engels: Funafuti                             |
| Gardner                      | Unorganized unincorporated territory | Engels: Gardner Island                       |
| Howland                      | Unorganized unincorporated territory | Engels: Howland Island                       |
| Humphrey                     | Unorganized unincorporated territory | Engels: Humphrey Island                      |
| Jarvis                       | Unorganized unincorporated territory | Engels: Jarvis Island                        |
| Kersteiland (tot 17 maart)   | Unorganized unincorporated territory | Engels: Christmas Island                     |
| Marcus                       | Unorganized unincorporated territory | Engels: Marcus Island                        |
| Midway                       | Unorganized unincorporated territory | Engels: Midway Islands                       |
| Navassa                      | Unorganized unincorporated territory | Engels: Navassa Island                       |
| Niulakita                    | Unorganized unincorporated territory | Engels: Niulakita                            |
| Nukufetau                    | Unorganized unincorporated territory | Engels: Nukufetau                            |
| Nukulaelae                   | Unorganized unincorporated territory | Engels: Nukulaelae                           |
| Nukunonu                     | Unorganized unincorporated territory | Engels: Nukunonu / Duke of Clarence Island   |
| Penrhyn                      | Unorganized unincorporated territory | Engels: Penrhyn                              |
| Petreleilanden               | Unorganized unincorporated territory | Engels: Petrel Islands                       |
| Phoenix                      | Unorganized unincorporated territory | Engels: Phoenix Island                       |
| Prospect                     | Unorganized unincorporated territory | Engels: Prospect Island                      |
| Pukapuka                     | Unorganized unincorporated territory | Engels: Pukapuka                             |
| Quita Sueño                  | Unorganized unincorporated territory | Engels: Quitasueño Bank                      |
| Rakahanga                    | Unorganized unincorporated territory | Engels: Rakahanga                            |
| Roncador                     | Unorganized unincorporated territory | Engels: Roncador Bank                        |
| Serrana                      | Unorganized unincorporated territory | Engels: Serrana Bank                         |
| Serranilla                   | Unorganized unincorporated territory | Engels: Serranilla Bank                      |
| Swains                       | Unorganized unincorporated territory | Engels: Swains Island                        |
| Swaneilanden                 | Unorganized unincorporated territory | Engels: Swan Islands                         |
| Tutuila                      | Unorganized unincorporated territory | Engels: Tutuila                              |

### Belgisch-Duitse niet-onafhankelijke gebieden
| Korte landsnaam (Nederlands) | Status      | Korte landsnaam (oorspronkelijke taal/talen) |
| ---------------------------- | ----------- | -------------------------------------------- |
| Moresnet                     | Condominium | Moresnet                                     |

### Brits-Franse gebieden
| Korte landsnaam (Nederlands) | Status                                         | Korte landsnaam (oorspronkelijke taal/talen)  |
| ---------------------------- | ---------------------------------------------- | --------------------------------------------- |
| Nieuwe Hebriden              | Bestuurd door een Anglo-Franse marinecommissie | Engels: New Hebrides Frans: Nouvelle-Hébrides |

### Britse niet-onafhankelijke gebieden
In onderstaande lijst zijn onder meer de Britse (kroon)kolonies en protectoraten weergegeven. Jersey, Guernsey en Man hadden als Britse Kroonbezittingen niet de status van kolonie, maar hadden een andere relatie tot het Verenigd Koninkrijk. Afghanistan, Brunei, Johor, Pahang, Perak, Sarawak, Selangor en Seri Menanti en Sungai Ujong stonden als protected states onder Britse protectie, maar waren, in tegenstelling tot daadwerkelijke protectoraten, grotendeels autonoom aangaande interne aangelegenheden. Basutoland werd als onderdeel van de High Commission Territories bestuurd door de gouverneur-generaal van Zuid-Afrika, maar is ook apart in de lijst opgenomen. Brits-Indië is de term die refereert aan het Britse gezag op het Indische subcontinent. Het bestond uit gebieden die onder direct gezag vielen van de Britse Kroon (het eigenlijke Brits-Indië) en vele semi-onafhankelijke vorstenlanden (princely states) die door hun eigen lokale heersers werden bestuurd, maar onderhorig waren aan de Britse kolonisator. Deze vorstenlanden staan niet in onderstaande lijst vermeld, maar zijn weergegeven op de pagina vorstenlanden van Brits-Indië. Brits-Birma, de Britse Somalikust, het Protectoraat Aden en de stad Aden vielen ook onder Brits-Indië en staan derhalve niet apart in onderstaande lijst vermeld. Bahrein en de Verdragsstaten stonden onder Britse protectie en vielen als zodanig onder de Persian Gulf Residency in Bushehr dat deel uitmaakte van Brits-Indië. Deze landen hadden echter een grote mate van autonomie en zijn derhalve wel apart opgenomen. Noord-Borneo (dat officieel viel onder de suzereiniteit van het Sultanaat Sulu) en Brits Cyprus (dat officieel bij het Ottomaanse Rijk hoorde) stonden ook onder Britse protectie zijn ook in onderstaande lijst opgenomen. De kolonie Seychellen werd bestuurd vanuit Mauritius en is niet apart weergegeven.
| Korte landsnaam (Nederlands)                   | Status | Korte landsnaam (oorspronkelijke taal/talen)                                                                  |
| ---------------------------------------------- | --- | --- |
| Afghanistan                                    | Protected state: Emiraat Afghanistan | Dari en Pasjtoe: Afghānestān / افغانستان Engels: Afghanistan                                                  |
| Ascension                                      | Overzees bezit | Engels: Ascension Island                                                                                      |
| Ashmorerif                                     | Overzees bezit | Engels: Ashmore Reef                                                                                          |
| Bahama-eilanden                                | Kroonkolonie | Engels: The Bahamas                                                                                           |
| Bahrein                                        | Protected state | Arabisch: al-Bahrayn / البحرين Engels: Bahrain                                                                |
| Baker                                          | Overzees bezit | Engels: Baker Island                                                                                          |
| Barbados                                       | Kroonkolonie | Engels: Barbados                                                                                              |
| Basutoland                                     | Kolonie | Engels: Basutoland                                                                                            |
| Beetsjoeanaland                                | Kroonkolonie en protectoraat | Engels: Bechuanaland                                                                                          |
| Bermuda                                        | Kroonkolonie | Engels: Bermuda                                                                                               |
| Brits-Ceylon                                   | Kroonkolonie | Engels: Ceylon                                                                                                |
| Britse Benedenwindse Eilanden                  | Kroonkolonie | Engels: British Leeward Islands                                                                               |
| Britse Bovenwindse Eilanden                    | Kroonkolonie | Engels: British Windward Islands                                                                              |
| Britse Goudkust                                | Kroonkolonie | Engels: Gold Coast                                                                                            |
| Brits-Guiana                                   | Kroonkolonie | Engels: British Guiana                                                                                        |
| Brits-Honduras                                 | Kroonkolonie | Engels: British Honduras                                                                                      |
| Brits-Indië                                    | Kroonkolonie | Engels: British Raj / Indian Empire / India                                                                   |
| (tot 1888) Brits-Nieuw-Guinea (vanaf 1888)     | Kroonkolonie | Engels: British New Guinea                                                                                    |
| Brits-Oost-Afrika                              | Gebieden van de British East Africa Association (tot 3 september) Kolonie van de Imperial British East Africa Company (vanaf 3 september)                                                                       | Engels: British East Africa                                                                                   |
| Brits-West-Afrika (tot 24 november)            | Overzeese nederzettingen | Engels: British West Africa Settlements                                                                       |
| Brunei (vanaf 17 september)                    | Protected state: Staat Brunei Darussalam | Engels en Maleis: Brunei                                                                                      |
| Canton                                         | Overzees bezit | Engels: Canton Island                                                                                         |
| Christmaseiland (vanaf 6 juni)                 | Beheerd door de familie Clunies-Ross | Engels: Christmas Island                                                                                      |
| Cookeilanden (vanaf 26 oktober)                | Protectoraat: Federatie van de Cookeilanden | Cookeilandmaori: Kūki 'Āirani Engels: Cook Islands                                                            |
| Cyprus                                         | Protectoraat onder Ottomaanse suzereiniteit | Engels: Cyprus                                                                                                |
| Falklandeilanden                               | Overzees bezit | Engels: Falkland Islands                                                                                      |
| Fiji                                           | Kolonie | Engels: Fiji                                                                                                  |
| Gambia (vanaf 24 november)                     | Kroonkolonie | Engels: The Gambia                                                                                            |
| Gibraltar                                      | Kroonkolonie | Engels: Gibraltar                                                                                             |
| Grahamland                                     | Overzees bezit | Engels: Graham Land                                                                                           |
| Guernsey                                       | Brits Kroonbezit | Engels: Guernsey Frans: Guernesey                                                                             |
| Helgoland                                      | Kolonie | Duits: Helgoland Engels: Heligoland                                                                           |
| Hongkong                                       | Kroonkolonie | Engels: Hong Kong Kantonees: Hong Kong / 香港                                                                 |
| Jamaica                                        | Kroonkolonie | Engels: Jamaica                                                                                               |
| Jersey                                         | Brits Kroonbezit | Engels en Frans: Jersey                                                                                       |
| Johor                                          | Protected state | Engels: Johor Maleis: Johor / جوهور                                                                           |
| Kaapkolonie                                    | Kroonkolonie: Kaap de Goede Hoop | Engels: Cape Colony Nederlands: Kaapkolonie                                                                   |
| Labuan                                         | Kroonkolonie | Engels en Maleis: Labuan                                                                                      |
| Lagos                                          | Kroonkolonie | Engels: Lagos                                                                                                 |
| Line-eilanden                                  | Overzees bezit | Engels: Line Islands                                                                                          |
| Maldivische Eilanden                           | Protectoraat: Sultanaat van de Maldivische Eilanden | Engels: Maldive Islands                                                                                       |
| Malta                                          | Kroonkolonie | Engels: Malta                                                                                                 |
| Man                                            | Brits Kroonbezit | Engels: Isle of Man Manx-Gaelisch: Ellan Vannin                                                               |
| Mauritius                                      | Kroonkolonie | Engels: Mauritius                                                                                             |
| Niger                                          | Eigendom van de Royal Niger Company | Engels: Niger                                                                                                 |
| Nigerdelta Protectoraat                        | Protectoraat | Engels: Oil Rivers Protectorate                                                                               |
| Natal                                          | Kroonkolonie | Engels en Nederlands: Natal                                                                                   |
| Nepal                                          | Protectoraat: Koninkrijk Nepal | Engels: Nepal Nepalees: Nepal / नेपाल                                                                           |
| Newfoundland                                   | Kroonkolonie | Engels: Newfoundland                                                                                          |
| Nieuw-Zeeland                                  | Kroonkolonie | Engels: New Zealand                                                                                           |
| New South Wales                                | Kroonkolonie | Engels: New South Wales                                                                                       |
| Noord-Borneo                                   | Bestuurd door de British North Borneo Charter Company, formeel onder de suzereiniteit van het Sultanaat Sulu (tot 12 mei) Protected state, formeel onder de suzereiniteit van het Sultanaat Sulu (vanaf 12 mei) | Engels: North Borneo Maleis: Borneo Utara                                                                     |
| Pahang (vanaf augustus)                        | Protected state | Maleis: Pahang                                                                                                |
| Perak                                          | Protectoraat | Maleis: Perak                                                                                                 |
| Pitcairneilanden                               | Kroonkolonie | Engels: Pitcairn Islands                                                                                      |
| Port Victoria                                  | Port Victoria (Kaap Juby), eigendom van de North-West African Company | Engels: Port Victoria                                                                                         |
| Prins Edwardeilanden                           | Overzees bezit | Engels: Prince Edward Islands                                                                                 |
| Queensland                                     | Kroonkolonie | Engels: Queensland                                                                                            |
| Sarawak (vanaf 14 juni)                        | Protected state: Koninkrijk Sarawak | Engels: Sarawak Maleis: Sarawak / سراوق                                                                       |
| Selangor                                       | Protected state | Maleis: Selangor                                                                                              |
| Sierra Leone (vanaf 24 november)               | Kroonkolonie | Engels: Sierra Leone                                                                                          |
| Sint-Helena                                    | Kroonkolonie | Engels: Saint Helena                                                                                          |
| Seri Menanti (vanaf 1888)                      | Protected state | Maleis: Seri Menanti                                                                                          |
| Straits Settlements                            | Protectoraat | Chinees: Hǎixiá zhímíndì / 海峡殖民地 Engels: Straits Settlements Maleis: Negeri-Negeri Selat / نڬري-نڬري سلت |
| Sungai Ujong                                   | Protected state | Engels: Sungai Ujong                                                                                          |
| Sydney                                         | Overzees bezit | Engels: Sydney Island                                                                                         |
| Tasmanië                                       | Kroonkolonie | Engels: Tasmania                                                                                              |
| Trinidad                                       | Kolonie | Engels: Trinidad                                                                                              |
| Tristan da Cunha                               | Overzees bezit | Engels: Tristan da Cunha                                                                                      |
| Verdragsstaten                                 | Protected states | Arabisch: ولايات الساحل المتصالح Engels: Trucial States                                                       |
| Victoria                                       | Kroonkolonie | Engels: Victoria                                                                                              |
| Victorialand                                   | Overzees bezit | Engels: Victoria Land                                                                                         |
| West-Australië                                 | Kroonkolonie | Engels: Western Australia                                                                                     |
| Zoeloeland (ook wel: Zoeloekoninkrijk)         | Kroonkolonie | Engels: Zululand Zoeloe: Wene wa Zulu                                                                         |
| Zuid-Australië                                 | Kroonkolonie | Engels: South Australia                                                                                       |
| Zuidelijke Orkneyeilanden                      | Overzees bezit | Engels: South Orkney Islands                                                                                  |
| Zuidelijke Shetlandeilanden                    | Overzees bezit | Engels: South Shetland Islands                                                                                |
| Zuid-Georgia en de Zuidelijke Sandwicheilanden | Overzees bezit | Engels: South Georgia and the South Sandwich Islands                                                          |

### Chinese niet-onafhankelijke gebieden
| Korte landsnaam (Nederlands) | Status                              | Korte landsnaam (oorspronkelijke taal/talen) |
| ---------------------------- | ----------------------------------- | -------------------------------------------- |
| Hunza                        | Vazalstaat: Hunza (ook wel: Kanjut) | Urdu: Hunza / ہنزہ                           |
| Tibet                        | Vazalstaat                          | Tibetaans: Bod / བོད་                         |

### Niet-onafhankelijke gebieden van Chitral
Onderstaande gebieden waren schatplichtig aan Chitral, maar waren grotendeels autonoom. Chitral zelf was een autonoom vorstenland van Brits-Indië.
| Korte landsnaam (Nederlands) | Status                                    | Korte landsnaam (oorspronkelijke taal/talen) |
| ---------------------------- | ----------------------------------------- | -------------------------------------------- |
| Dir                          | Kanaat Dir                                | Pasjtoe: Urdu: دير                           |
| Jandol                       | Kanaat Jandol (ook wel: Jandul / Jandool) | Pasjtoe:                                     |
| Kafiristan                   | Kafiristan                                | Kafiri:                                      |

### Deense niet-onafhankelijke gebieden
| Korte landsnaam (Nederlands) | Status             | Korte landsnaam (oorspronkelijke taal/talen) |
| ---------------------------- | ------------------ | -------------------------------------------- |
| Deens-West-Indië             | Kolonie            | Dansk Vestindien                             |
| Groenland                    | Kolonie            | Grønland                                     |
| IJsland                      | Afhankelijk gebied | Ísland                                       |

### Duitse niet-onafhankelijke gebieden
| Korte landsnaam (Nederlands) | Status                                 | Korte landsnaam (oorspronkelijke taal/talen) |
| ---------------------------- | -------------------------------------- | -------------------------------------------- |
| Burundi                      | Protectoraat: Koninkrijk Burundi       | Duits en Kirundi: Burundi                    |
| Duits-Nieuw-Guinea           | Kolonie                                | Deutsch-Neuguinea                            |
| Duits-Oost-Afrika            | Kolonie                                | Deutsch-Ostafrika                            |
| Duits Witu                   | Protectoraat                           | Deutsch-Witu                                 |
| Duits-Zuidwest-Afrika        | Protectoraat                           | Deutsch-Südwestafrika                        |
| Jaluit                       | Protectoraat                           | Jaluit                                       |
| Kameroen                     | Kolonie                                | Kameroen                                     |
| Nauru (tot 14 april)         | Protectoraat                           | Engels: Nauru                                |
| Rehoboth                     | Protectoraat: Vrije Republiek Rehoboth | Nederlands: Rehoboth                         |
| Rwanda                       | Protectoraat: Koninkrijk Rwanda        | Duits: Ruanda Kinyarwanda: Rwanda            |
| Saluafuta                    | Overzees gebied                        | Saluafuta                                    |
| Togo                         | Protectoraat                           | Togo                                         |
| Zanzibar                     | Protectoraat                           | Zanzibar                                     |

### Ethiopische niet-onafhankelijke gebieden
| Korte landsnaam (Nederlands) | Status                                       | Korte landsnaam (oorspronkelijke taal/talen) |
| ---------------------------- | -------------------------------------------- | -------------------------------------------- |
| Jimma                        | Vazalstaat: Koninkrijk Jimma                 | Afaan Oromo: Jimmaa                          |
| Shewa                        | Vazalstaat: Koninkrijk Shewa (ook wel: Shua) | Amhaars: ሸዋ                                  |

### Franse niet-onafhankelijke gebieden
| Korte landsnaam (Nederlands)                                  | Status                                                        | Korte landsnaam (oorspronkelijke taal/talen)                |
| ------------------------------------------------------------- | ------------------------------------------------------------- | ----------------------------------------------------------- |
| Adélieland                                                    | Overzees bezit                                                | Terre Adélie                                                |
| Alo (tot 5 maart)                                             | Koninkrijk Alo (ook wel: Koninkrijk Tu'a / Koninkrijk Futuna) | Frans en Futunisch: Alo                                     |
| Comoren                                                       | Protectoraat                                                  | Comores                                                     |
| Crozeteilanden                                                | Overzees bezit                                                | Îles Crozet                                                 |
| Diégo Suarez                                                  | Kolonie                                                       | Diégo Suarez                                                |
| Frans-Equatoriaal-Afrika                                      | Protectoraat                                                  | Afrique Equatorial Française                                |
| Frans-Guyana                                                  | Kolonie                                                       | Guyane                                                      |
| Frans-Indië                                                   | Kolonie                                                       | Établissements français de l'Inde                           |
| Frans-Indochina                                               | Federaal protectoraat                                         | Indochine française                                         |
| Frans-Oceanië                                                 | Kolonie                                                       | Établissements de l'Océanie                                 |
| Guadeloupe                                                    | Kolonie                                                       | Guadeloupe                                                  |
| Ivoorkust                                                     | Territorium                                                   | Frans: Côte d'Ivoire                                        |
| Kerguelen                                                     | Overzees bezit                                                | Îles Kerguelen                                              |
| Malagasië                                                     | Protectoraat                                                  | Frans: Malagasy                                             |
| Martinique                                                    | Kolonie                                                       | Martinique                                                  |
| Nieuw-Caledonië                                               | Kolonie                                                       | Nouvelle-Calédonie                                          |
| Nossi-Bé                                                      | Kolonie                                                       | Nossi-Bé                                                    |
| Obock en Tadjoura                                             | Protectoraat                                                  | Territoires Française d'Obock, Tadjoura, Dankils et Somalis |
| Porto-Novo                                                    | Kolonie                                                       | Porto-Novo                                                  |
| Raiatea (de jure tot 16 maart 1888, de facto tot 16 feb 1897) | Protectoraat: Koninkrijk Raiatea                              | Ra'iatea                                                    |
| Réunion                                                       | Kolonie                                                       | Réunion                                                     |
| Rivieren van het Zuiden                                       | Territorium                                                   | Riviéres du Sud                                             |
| Saint-Paul en Amsterdam                                       | Overzees bezit                                                | Frans: Saint-Paul-et-Amsterdam                              |
| Saint-Pierre en Miquelon                                      | Kolonie                                                       | Saint-Pierre-et-Miquelon                                    |
| Senegal                                                       | Kolonie                                                       | Senegal                                                     |
| Sigave (tot 5 maart)                                          | Protectoraat: Koninkrijk Sigave (ook wel: Singave / Sigavé)   | Futunisch: Sigave                                           |
| Tahuata                                                       | Protectoraat: Koninkrijk Tahuata                              | Tahuata                                                     |
| Tunesië                                                       | Protectoraat                                                  | Frans: Tunisie                                              |

### Italiaanse niet-onafhankelijke gebieden
| Korte landsnaam (Nederlands)      | Status                                                           | Korte landsnaam (oorspronkelijke taal/talen) |
| --------------------------------- | ---------------------------------------------------------------- | -------------------------------------------- |
| Assab                             | Overzees gebied (tot 9 december) Protectoraat (vanaf 9 december) | Italiaans: Assab                             |
| Italiaans-Somaliland (vanaf 1888) | Protectoraat                                                     | Italiaans: Somalia                           |
| Massawa (tot 9 december)          | Overzees gebied                                                  | Italiaans: Massawa                           |

### Nederlandse niet-onafhankelijke gebieden
Niet hieronder weergegeven is het Groothertogdom Luxemburg dat in personele unie met Nederland was verbonden.
| Korte landsnaam (Nederlands) | Status  | Korte landsnaam (oorspronkelijke taal/talen) |
| ---------------------------- | ------- | -------------------------------------------- |
| Curaçao en Onderhorigheden   | Kolonie | Curaçao en Onderhorigheden                   |
| Nederlands-Indië             | Kolonie | Nederlands-Indië                             |
| Suriname                     | Kolonie | Nederlands: Suriname                         |

### Ottomaanse niet-onafhankelijke gebieden
| Korte landsnaam (Nederlands) | Status                                            | Korte landsnaam (oorspronkelijke taal/talen)                                                                                       |
| ---------------------------- | ------------------------------------------------- | --- |
| Bulgarije                    | Vazalstaat: Vorstendom Bulgarije                  | Bulgaars: Balgariya / България |
| Koeweit                      | Sjeikdom Koeweit                                  | Arabisch: al-Kuwayt / الكويت |
| Najran                       | Vorstendom Najran                                 | Arabisch: Najran / نجران |
| Oost-Roemelië                | Gebied bestuurd een Bulgaarse gouverneur-generaal | Bulgaars: Iztochna Rumeliya / Източна Румелия Grieks: Anatoliki Romylia / Ανατολική Ρωμυλία Osmaans: Rumeli-i Şarkî / روم الى شرقى |
| Qatar                        | Vazalstaat: Qatar                                 | Arabisch: Qatar / قطر Osmaans: |
| Samos                        | Vazalstaat: Vorstendom Samos                      | Grieks: Sámos / Σάμος Osmaans: |

### Niet-onafhankelijke gebieden van Ouaddaï
| Korte landsnaam (Nederlands) | Status                                                      | Korte landsnaam (oorspronkelijke taal/talen) |
| ---------------------------- | ----------------------------------------------------------- | -------------------------------------------- |
| Bagirmi                      | Vazalstaat: Sultanaat Bagirmi (ook wel: Koninkrijk Bagirmi) | Bagirmi: Bagirmi                             |

### Portugese niet-onafhankelijke gebieden
| Korte landsnaam (Nederlands) | Status                       | Korte landsnaam (oorspronkelijke taal/talen) |
| ---------------------------- | ---------------------------- | -------------------------------------------- |
| Kaapverdië                   | Kolonie                      | Portugees: Cabo Verde                        |
| Kongo (tot 1888)             | Vazalstaat: Koninkrijk Kongo | Wene wa Kongo                                |
| Macau                        | Kolonie                      | Macau                                        |
| Portugees-Guinea             | Kolonie                      | Guiné Portuguesa                             |
| Portugees-Indië              | Kolonie                      | Estado da Índia                              |
| Portugees-Oost-Afrika        | Kolonie                      | África Oriental Portuguesa                   |
| Portugees-West-Afrika        | Kolonie                      | África Ocidental Portuguesa                  |
| Sao Tomé en Principe         | Kolonie                      | São Tomé e Príncipe                          |

### Russische niet-onafhankelijke gebieden
Åland maakte eigenlijk deel uit van Finland, dat weer in personele unie met Rusland was verbonden, maar Åland had sinds de Vrede van Parijs (1856) een internationaal erkende speciale status.
| Korte landsnaam (Nederlands) | Status                                                           | Korte landsnaam (oorspronkelijke taal/talen)                 |
| ---------------------------- | ---------------------------------------------------------------- | ------------------------------------------------------------ |
| Åland                        | Gebied met speciale status                                       | Zweeds: Åland                                                |
| Boechara                     | Protectoraat: Emiraat Boechara (ook wel: Bukhara / Buchara)      | Oezbeeks: Buxoro / Бухоро Russisch: Бухара́ Tadzjieks: Бухоро |
| Finland                      | Grootvorstendom Finland, in personele unie met Rusland verbonden | Fins: Suomi Russisch: Финляндия Zweeds: Finland              |
| Xiva                         | Protectoraat: Kanaat Xiva                                        | Oezbeeks en Russisch: Chiva / Хива Perzisch: Chiveh / خیوه   |

### Siamese niet-onafhankelijke gebieden
Het Koninkrijk Besut Darul Iman was een vazal van Terengganu en is niet apart weergegeven. De semi-autonome stadstaten van Lanna (Chiang Rai, Lampang, Lamphun, Mae Hong Son, Nan en Phrae) zijn ook niet apart vermeld. Patani was een confederatie bestaande uit 7 semi-autonome koninkrijken: Patani, Reman, Nongchik, Teluban (Saiburi), Legeh, Yaring (Jambu) en Yala (Jala). Deze koninkrijken zijn ook niet apart weergegeven.
| Korte landsnaam (Nederlands) | Status                                                                                    | Korte landsnaam (oorspronkelijke taal/talen) |
| ---------------------------- | ----------------------------------------------------------------------------------------- | -------------------------------------------- |
| Champasak                    | Vazalstaat: Koninkrijk Champasak                                                          | Laotiaans: Champasak / ຈຳປາສັກ Siamees:       |
| Kedah                        | Vazalstaat: Sultanaat Kedah Darul Aman                                                    | Maleis: Kedah / قدح Siamees: Syburi / ไทรบุรี  |
| Kelantan                     | Vazalstaat: Koninkrijk Kelantan Darul Naim                                                | Maleis: Kelantan / کلنتن Siamees: Kalantan   |
| Lanna                        | Vazalstaat: Land van een Miljoen Rijstvelden (Koninkrijk Lanna / Koninkrijk Chiangmai)    | Lanna en Siamees: อาณาจักรล้านนา               |
| Luang Prabang                | Vazalstaat: Land van een Miljoen Olifanten en de Witte Parasol (Koninkrijk Luang Prabang) | Laotiaans: Luang Phabang / ຫຼວງພະບາງ Siamees: |
| Patani                       | Vazalstaat: Koninkrijk Patani Darussalam                                                  | Maleis: Patani Siamees: Pattani / ปัตตานี      |
| Perlis                       | Vazalstaat: Koninkrijk Perlis Indera Kayangan                                             | Maleis: Perlis Siamees: Palit / ปะลิส         |
| Setul                        | Vazalstaat: Koninkrijk Setul Mambang Segara                                               | Maleis: Setul Siamees: Satun / สตูล           |
| Terengganu                   | Vazalstaat: Sultanaat Terengganu Darul Iman                                               | Maleis: Tranung Siamees: Trangkanu / ตรังกานู  |
| Xhieng Khuang (tot 1888)     | Vazalstaat: Koninkrijk Xhieng Khuang (ook wel: Muang Phuan)                               | Laotiaans: Siamees:                          |

### Niet-onafhankelijke gebieden van Sokoto
| Korte landsnaam (Nederlands) | Status                                               | Korte landsnaam (oorspronkelijke taal/talen)            |
| ---------------------------- | ---------------------------------------------------- | ------------------------------------------------------- |
| Adamawa                      | Vazalstaat: Emiraat Adamawa                          | Fula: Lamorde Adamaawa / 𞤤𞤢𞤥𞤮𞤪𞤣𞤫 𞤢𞤣𞤢𞤥𞤢𞥄𞤱𞤢 Hausa: Adamawa |
| Agaie                        | Vazalstaat: Emiraat Agaie                            | Fula: Agaie                                             |
| Bauchi                       | Vazalstaat: Emiraat Bauchi                           | Fula: Bauchi                                            |
| Daura                        | Vazalstaat: Emiraat Daura                            | Hausa: Daura                                            |
| Dutse                        | Vazalstaat: Emiraat Dutse                            | Fula: Dutse                                             |
| Gobir                        | Vazalstaat: Emiraat Gobir                            | Hausa: Gobir                                            |
| Gombe                        | Vazalstaat: Emiraat Gombe                            | Fula: Gombe                                             |
| Gwandu                       | Vazalstaat: Emiraat Gwandu                           | Hausa: Gwandu                                           |
| Hadejia                      | Vazalstaat: Emiraat Hadejia                          | Hausa: Haɗejiya                                         |
| Ilorin                       | Vazalstaat: Emiraat Ilorin                           | Yoruba: Ilorin                                          |
| Jama'are                     | Vazalstaat: Emiraat Jama'are                         | Fula: Jama'are                                          |
| Jema'a                       | Vazalstaat: Emiraat Jema'an Darroro                  | Jema'a                                                  |
| Kano                         | Vazalstaat: Emiraat Kano                             | Hausa: Kano                                             |
| Katagum                      | Vazalstaat: Emiraat Katagum                          | Fula: Katagum                                           |
| Katsina                      | Vazalstaat: Emiraat Katsina                          | Hausa: Katsina                                          |
| Kazaure                      | Vazalstaat: Emiraat Kazaure                          | Fula: Kazaure                                           |
| Kebbi                        | Vazalstaat: Emiraat Kebbi (ook wel: Emiraat Argungu) | Hausa: Kebbi                                            |
| Keffi                        | Vazalstaat: Emiraat Keffi                            | Fula: Keffi                                             |
| Kontagora                    | Vazalstaat: Emiraat Kontagora                        | Fula: Kontagora                                         |
| Lafia                        | Vazalstaat: Lafia Beri-Beri                          | Kanuri: Lafia                                           |
| Lafiagi                      | Vazalstaat: Emiraat Lafiagi                          | Fula: Lafiagi                                           |
| Lapai                        | Vazalstaat: Emiraat Lapai                            | Fula: Lapai                                             |
| Liptako                      | Vazalstaat: Emiraat Liptako                          | Fula: Liptako                                           |
| Misau                        | Vazalstaat: Emiraat Misau                            | Hausa: Misau                                            |
| Muri                         | Vazalstaat: Emiraat Muri                             | Fula: Muri / 𞤥𞤵𞥅𞤪𞤭                                       |
| Nassarawa                    | Vazalstaat: Emiraat Nassarawa                        | Hausa: Nasarawa                                         |
| Nupe                         | Vazalstaat: Emiraat Nupe (ook wel: Emiraat Bida)     | Nupe:                                                   |
| Yauri                        | Vazalstaat: Emiraat Yauri (ook wel: Emiraat Yawuri)  | Hausa: Yauri                                            |
| Zamfara                      | Vazalstaat: Koninkrijk Zamfara                       | Hausa: Zamfara                                          |
| Zaria                        | Vazalstaat: Emiraat Zaria                            | Hausa: Zaria                                            |

### Spaanse niet-onafhankelijke gebieden
| Korte landsnaam (Nederlands) | Status                              | Korte landsnaam (oorspronkelijke taal/talen) |
| ---------------------------- | ----------------------------------- | --- |
| Fernando Poo                 | Kolonie                             | Spaans: Fernando Pó |
| Maguindanao                  | Protectoraat: Sultanaat Maguindanao | Arabisch: سلطنة ماجينداناو Filipijns en Iranun: Magindanao Maguindanao: Kasultanan nu Magindanaw / كاسولتانن نو ماڬينداناو Maleis: کسلطانن ماڬيندناو Spaans: Maguindánao |
| Río Muni                     | Protectoraat                        | Spaans: Río Muni |
| Spaans-Oost-Indië            | Kolonie                             | Spaans: Indias Orientales Españolas |
| Spaans-West-Indië            | Kolonie                             | Spaans: Español West Indies |
| Sulu                         | Protectoraat: Sultanaat Sulu        | Arabisch: سولو Maleis: Sulu / سولو Spaans: Joló Tausug: Kasultanan sin Sūg / كاسولتانن سين سوڬ                                                                           |

### Toucouleurse niet-onafhankelijke gebieden
| Korte landsnaam (Nederlands) | Status                                           | Korte landsnaam (oorspronkelijke taal/talen) |
| ---------------------------- | ------------------------------------------------ | -------------------------------------------- |
| Kaarta                       | Vazalstaat: Koninkrijk Kaarta (ook wel: Ka'arta) | Bambara: Kaarta                              |